# Скальський Владислав Володимирович
Владислав Володимирович Скальський (нар. 18 січня 1976, м. Вінниця) — український топ-менеджер, політик, державний службовець. Голова Вінницької облдержадміністрації з 18 вересня 2019 року до 18 червня 2020 року. Депутат Вінницької Обласної Ради VIII скликання. Голова Постійної комісії з питань інвестицій, стратегічного розвитку та місцевого самоврядування.

## Життєпис

### Освіта
Освіта — повна вища, у 1998 році закінчив Вінницький державний технічний університет за фахом інженер-будівельник, у 2016 році — Національний університет «Києво-Могилянська Академія», отримавши ступінь магістра «Бізнес — Адміністрування для топ-менеджерів».

### Трудова діяльність
В 1997—2015 рр. працював на керівних посадах в комерційних структурах.[яких?]
З 2008 по 2011 рр. — бізнес-тренер. В рамках Корпоративного «House of Training» в кампусі, що знаходиться у Парижі, проводив тренінгові сесії з аналізу та управління економічним результатом центру оптової торгівлі.
З лютого по червень 2016 р. директор КП «Інститут розвитку міст» Вінницької міської ради, де займався урбаністичним напрямком розвитку міста.
В 2016—2019 рр. працював заступником Вінницького міського голови, займаючись економічним блоком. Результатами роботи стало значне підвищення інвестиційних та кредитних рейтингів міста за даними рейтингового агентства IBI-Rating до рівня invA+, а також здобуття першості в рейтингу прозорості інвестиційного сектора міст України за дослідженнями Міжнародної антикорупційної організації Transparency International. Пріоритетами на посаді було залучення нових виробництв та створення робочих місць.
19 вересня 2019 указом Президента Володимира Зеленського призначений Головою Вінницької обласної державної адміністрації.
За час керівництва Владислава Скальського Вінниччина стала лідером за динамікою сільського господарства, показавши в першому кварталі зростання на 6,2 % в порівнянні з аналогічним періодом минулого року[якого?], а за підсумками чотирьох місяців — на 7,1 % (хоча в середньому по Україні вийшло падіння на 1,8 % і 1,4 % відповідно).
Також область стала лідером за динамікою експорту товарів і послуг: в першому кварталі зафіксоване зростання експорту товарів на 48 % та послуг — на 47,5 %[коли?]. Завдяки цьому область увійшла до шести кращих за обсягом експорту на душу населення.
Орім того, Вінниччина посіла перше місце за загальною площею прийнятих в експлуатацію нових нежитлових будівель на тисячу жителів, перевищивши середньоукраїнський показник у 4,48 рази[коли?]. Також Вінницька область увійшла до п'ятірки кращих за обсягом капітальних інвестицій на душу населення.
Депутат Вінницької Обласної Ради VIII скликання. Голова Постійної комісії з питань інвестицій, стратегічного розвитку та місцевого самоврядування.

### Особисте життя
Одружений, має доньку.